# Boissy-le-Châtel
Boissy-le-Châtel é uma comuna francesa localizada na região administrativa da Île-de-France, no departamento Sena e Marne. A comuna possui 2366 habitantes segundo o censo de 1990.